# Alexander Escobar
Alexander Escobar Gañán (Cali, 8 febbraio 1965) è un allenatore di calcio ed ex calciatore colombiano, di ruolo centrocampista.

## Carriera

### Club
Soprannominato El Pibe del Barrio Obrero (il ragazzo del quartiere Obrero), ha giocato per 13 anni nell'América de Cali, piazzandosi al primo posto per numero di presenze col club colombiano, a 30 anni è passato alla LDU Quito in Ecuador e all'Atlético Mineiro in Brasile, prolungando la sua carriera fino all'età di 40 anni.

### Nazionale
Ha giocato 10 partite in nazionale di calcio della Colombia, segnando in una occasione.

## Palmarès

### Giocatore

#### Competizioni nazionali
- Campionato colombiano: 6

America Cali: 1983, 1984, 1985, 1986, 1990, 1992
- Campionato ecuadoriano: 4

LDU Quito: 1998, 1999, 2003, Apertura 2005